# Belvedere Ostrense
Belvedere Ostrense és un comune (municipi) de la província d'Ancona, a la regió italiana de les Marques, situat a uns 30 quilòmetres a l'oest d'Ancona. A 1 de gener de 2019 la seva població era de 2.181 habitants.
Belvedere Ostrense limita amb els següents municipis: Castelplanio, Maiolati Spontini, Montecarotto, Morro d'Alba, Ostra, Poggio San Marcello, San Marcello i Senigallia.